# 科爾曼海崖
科爾曼海崖（英語：Coleman Bluffs），是南極洲的海崖，位於維多利亞地的彭內爾海岸，長9公里，處於魏豪普特山西北面20公里，美國地質調查局根據測量和該國海軍的空中照片繪入地圖，現時由南極條約體系管理。